# Чешуйчатоголовый ошейниковый попугай
Чешуйчатоголовый ошейниковый попугай (лат. Psittacella madaraszi) — вид попугаев из семейства Psittaculidae.
Вид назван в честь венгерского орнитолога Дьюле фон Мадараш.

## Описание
Чешуйчатоголовый ошейниковый попугай достигает высоты до 14 см, а средний вес 34—44 грамма. У самцов и самок голова оливкового-коричневого цвета. От головы до шеи идут жёлтые перья. Область горла имеет тусклый жёлтый оттенок. Верхняя часть груди оливкового цвета. Крылья и другие части тела покрыты зелёными перьями. Клюв светло-голубого или серого цвета с белым кончиком. У самок синие перья на лбу и оранжевые на затылке и задней части шеи.

## Распространение
Чешуйчатоголовый ошейниковый попугай родом из Новой Гвинеи, где и обитает (за исключением западной части острова). Вид распространён во влажных лесах, на высоте от 1150 до 2500 метров над уровнем моря.

## Классификация
У чешуйчатоголового ошейникового попугая выделяют 2 подвида с ареалами:
- Psittacella madaraszi madaraszi — горы на юго-востоку Новой Гвинеи.
- Psittacella madaraszi huonensis — горы на северо-востоке Новой Гвинеи и полуострове Хьюон[англ.].

Некоторые учёные выделяют ещё два подвида, которых Международный союз орнитологов включает в номинативный:
- Psittacella madaraszi major — горах Новой Гвинеи.
- Psittacella madaraszi hallstromi — центральные горы Новой Гвинеи.